# Helicopsyche ceylanica
Helicopsyche ceylanica är en nattsländeart som beskrevs av Brauer 1866. Helicopsyche ceylanica ingår i släktet Helicopsyche och familjen Helicopsychidae. Inga underarter finns listade i Catalogue of Life.